# Williams FW15C
El Williams FW15C es un automóvil de Fórmula 1 diseñado por Adrian Newey y construido por Williams Grand Prix Engineering para su uso en la temporada 1993 de Fórmula 1. Estaba propulsado por un motor Renault V10 y conducido por el francés Alain Prost y el británico Damon Hill.
Es el coche que ganó los campeonatos de pilotos y constructores en la última temporada antes de que la FIA prohibiera las ayudas electrónicas al conductor, el FW15C (junto con su predecesor de carreras, el FW14B) fue considerado, en 2005, como uno de los coches de Fórmula más tecnológicamente sofisticados. Uno de los coches de todos los tiempos, que incorpora frenos antibloqueo, control de tracción, suspensión activa y caja de cambios semiautomática y totalmente automática.

## Antecesores

### FW15
El FW15 original era un coche nuevo diseñado en 1992 para incorporar los cambios de suspensión activa desarrollados por Frank Dernie e implementados en el FW14B de la temporada anterior. El FW14B se diseñó inicialmente como un automóvil pasivo (FW14) y luego se convirtió en activo. Esto significó que se implementaron varios componentes activos nuevos en el automóvil que no estaban en el informe de diseño original. Por lo tanto, se consideró un paquete relativamente sobreponderado. El FW15 original fue un coche activo desde el principio, lo que permitió un paquete mucho más ordenado y cercano al límite de peso mínimo. Sin embargo, el éxito del FW14B significó que el FW15 no fuera necesario en 1992.

### FW15B
El FW15B era un FW15 de 1992 convertido apresuradamente a las regulaciones de 1993 con suspensión delantera más estrecha, neumáticos traseros más estrechos, placas terminales de nariz y ala elevadas y alas más estrechas para permitir las pruebas a principios de temporada para 1993.

## Chasis
Partiendo del exitoso FW14B que llevó a Nigel Mansell y Williams a ambos títulos en 1992, el coche fue el primer coche totalmente nuevo producido por Patrick Head y Adrian Newey en colaboración (Head había diseñado muchos de los coches anteriores de Williams, mientras que Newey había diseñado coches para los equipos March y Leyton House Racing).
Con el aporte aerodinámico de Newey, el FW15 fue una mejora significativa con respecto a su predecesor, con una nariz más estrecha, una caja de aire y una cubierta del motor más elegantes y pontones cuidadosamente esculpidos. Otra característica nueva fue el alerón trasero más grande utilizado en circuitos de alta carga aerodinámica que presentaba un elemento adicional delante y encima del alerón principal (similar a los 'winglets' vistos en las carreras de Gran Premio en 1983 y 1984).
El coche estuvo disponible en agosto de 1992, pero dado el éxito y la fiabilidad mejorada del FW14B, la prudencia dictaminó que el nuevo coche no hizo su debut hasta la apertura de la temporada del año siguiente en Sudáfrica. Como resultado de la enorme diferencia en la constitución de sus dos pilotos (Alain Prost era casi medio pie más bajo que Damon Hill), Williams finalmente optó por construir dos tinas FW15C ligeramente diferentes, para acomodar el tamaño de 12 pies de Hill, como lo había hecho antes. Se quejó repetidamente de calambres en los estrechos confines alrededor de los pedales.
El FW15C tenía una aerodinámica un 12% mejor (carga aerodinámica/resistencia) y un motor con 30 caballos de fuerza adicionales que el FW14B. Newey dijo en una entrevista en 1994 que la aerodinámica del FW14B era complicada debido al cambio de suspensión pasiva a suspensión activa, y que el FW15C era una versión aerodinámicamente limpia del FW14B.
Además, el FW15C presentaba un sistema de frenos ABS que no estaba disponible en el FW14B y presentaba un tanque de combustible de 210 litros, en comparación con el tanque de 230 litros del FW14B.

## Motor
Renault entró en su quinto año con Williams y nuevamente demostró ser la clase del campo, con su motor RS5 67° V10 produciendo al menos 760–780 bhp (570–580 kW), al menos 80–100 hp (60–75 kW) más que el Ford V8 de Benetton y McLaren y con una penalización menor en términos de combustible adicional transportado que el potente pero sediento 041 de Ferrari V12 de 3,5 litros. Renault había adquirido una reputación de fiabilidad casi a prueba de balas, pero Williams sufrió tres fallos de motor durante las carreras de 1993, aunque en cada ocasión el coche hermano ganó la carrera.
El Gran Premio de Francia fue un sueño de relaciones públicas para Renault, con un piloto francés liderando el único resultado 1-2 del año del equipo, mientras que la victoria de Hill en la carrera belga fue la victoria número 50 de Renault en la Fórmula 1.

## Transmisión
El FW15C utilizaba una transmisión semiautomática muy similar al FW14B, pero con cambios en el sistema de activación hidráulica. Un dispositivo de arranque mediante botón mediante el cual el embrague se controla automáticamente obtuvo la aprobación sin reservas de los pilotos durante una sucesión de pruebas, pero no lo utilizaron en las carreras, prefiriendo la tranquilidad teórica y psicológica de controlar el pedal del embrague en la salida.
La transmisión también incluía un sistema automático. Si se pulsa el botón "auto-up", que puede estar en cualquier momento del circuito, hará cambios automáticos hasta la próxima vez que los pilotos pidan un cambio de marcha con las palancas. El software está programado de tal manera que reconoce cuando un conductor solicita un cambio de marcha antes de que el sistema automático esté listo para hacerlo e inmediatamente devuelve el control al sistema manual.

## Electrónica
En 1993, la Fórmula 1 se había convertido en un ámbito de alta tecnología y el FW15C estaba a la vanguardia, con suspensión activa, frenos antibloqueo, control de tracción, telemetría, controles de conducción por cable, resortes de válvulas de motor neumáticos, potencia. dirección, transmisión semiautomática, una transmisión totalmente automática y también una transmisión continuamente variable (CVT), aunque esta última solo se utilizó en pruebas. Como resultado, Alain Prost describió el coche como "un pequeño Airbus". Las CVT tienen el potencial de aumentar drásticamente la potencia promedio del motor en una vuelta, proporcionando una ventaja significativa sobre los equipos competidores. También habrían requerido que el motor funcionara a una velocidad constante durante un período de tiempo más largo, lo que planteaba desafíos de diseño. Las CVT fueron prohibidas explícitamente en la Fórmula 1 en 1994, sólo dos semanas después de las exitosas pruebas de la CVT en 1993.
Si bien los frenos antibloqueo y el control de tracción facilitaban la conducción al límite, una complicación añadida surgía en ocasiones en las que los sistemas informáticos interpretaban erróneamente la información que recibían de sus sensores, siendo la suspensión activa especialmente propensa a esto de vez en cuando.
Con tantos sistemas informáticos a bordo, el coche requería que se conectaran tres ordenadores portátiles cada vez que se ponía en marcha: uno para el motor, uno para la telemetría y otro para la suspensión.
El FW15C también presentaba un sistema push-to-pass (botón amarillo izquierdo en el volante), que usaría la suspensión activa para bajar el coche en la parte trasera y eliminar la resistencia del difusor, aumentando efectivamente la velocidad debido a la falta de carga aerodinámica. Williams pudo usar la electrónica, por lo que pudieron sincronizar un enlace perfecto que simultáneamente configuraría el motor para otras 300 revoluciones y elevaría la suspensión activa para cuando el conductor necesitara velocidad adicional al adelantar.
Hill y Prost utilizaron este sistema en numerosas ocasiones en 1993 mientras intentaban maniobras de adelantamiento.
El nivel de tecnología de los coches era tan grande que la FIA decidió prohibir varias de las que consideraban "ayudas al conductor" con efecto inmediato tras el Gran Premio de Gran Bretaña, lo que dio lugar al llamado "Protocolo Weikershof", por el que la prohibición se pospuso hasta principios de 1994.

## Pilotos
Se presentó una alineación de conductores completamente nueva. El triple campeón del mundo, Alain Prost, había firmado con Williams para la temporada de 1993, después de haber pasado el año anterior fuera de la competición de deportes de motor en un año sabático. El actual campeón Nigel Mansell abandonó la Fórmula 1, debido a una disputa con Frank Williams sobre dinero y el fichaje de Prost, para competir en la serie CART estadounidense en 1993, mientras que Riccardo Patrese se mudó a Benetton-Ford. Patrese firmó con Benetton creyendo que Prost y Mansell serían los pilotos de Williams en 1993 y no sabía que podría haberse quedado con el equipo con sede en Grove tras la partida de Mansell. Mika Häkkinen fue considerado para la vacante que quedó antes de que el equipo decidiera ascender a Damon Hill, el piloto de pruebas del equipo durante los dos últimos años, que había hecho dos largadas para Brabham en 1992. Williams mantuvo esta pareja de pilotos en las 16 carreras de 1993.
Dado que McLaren perdió su suministro de motores Honda después de que la compañía japonesa se retirara del deporte a finales de 1992, el triple campeón del mundo Ayrton Senna, que anteriormente había realizado una prueba con Williams en 1983, había intentado repetidamente que Frank Williams fichara e incluso llegó a ofrecer sus servicios de forma gratuita, pero una cláusula en el contrato de Prost prohibía específicamente a Williams fichar a Senna como compañero de equipo de Prost y el brasileño optó por permanecer en McLaren. Sin embargo, la cláusula de Prost sólo cubría la temporada 1993.

## Actuación
Williams rápidamente se estableció como el equipo a vencer, con Prost ganando en Sudáfrica por un margen de casi una vuelta sobre el McLaren de Senna. El FW15C fue tan dominante en la clasificación que Prost y Hill a menudo se clasificaron entre 1,5 y 2 segundos por delante de Schumacher o Senna. Por ejemplo, en el Gran Premio de Brasil, Prost superó por un segundo a su compañero de equipo en Interlagos, que volvió a estar un segundo por delante del eventual ganador, Senna. En la carrera, Prost se retiró a mitad de carrera, víctima del accidente de otra persona, y Senna logró superar a Hill para ganar, con el inglés registrando su primer podio y puntos en F1 en segundo lugar. La tercera carrera de la temporada en Donington Park vio la actuación más dominante de Senna, con Hill ocupando el segundo lugar y Prost heredando el tercer puesto del Jordan-Hart de Rubens Barrichello más tarde después de que el brasileño perdiera presión de combustible, lo que provocó su abandono. La carrera del francés se vio obstaculizada por problemas intermitentes en la caja de cambios, además de siete paradas en boxes para cambiar neumáticos en las condiciones cambiantes.
Después de tres carreras, Senna estaba 12 puntos por delante de Prost, pero ya estaba claro que incluso Senna en su mejor momento tendría dificultades para mantenerse por delante de Prost y el superior Williams-Renault, y así lo demostró con el equipo en una racha de nueve victorias en las siguientes diez carreras. Las actuaciones dominantes de Prost en Imola y España lo elevaron por encima de Senna en la clasificación, pero Senna recuperó el liderato con su sexta y última victoria en Mónaco antes de que la victoria de Prost en Canadá le devolviera el liderato.
Para entonces, Hill estaba empezando a desafiar constantemente a su compañero de equipo. El inglés estuvo en contacto con Prost prácticamente durante todo el Gran Premio de Francia en Magny-Cours, y parecía estar listo para su primera victoria en el Gran Premio de Gran Bretaña antes de que una rara falla de motor a 18 vueltas del final dejara al público local. En Alemania, Hill estuvo aún más cerca después de que una penalización de stop-go retuviera a Prost, pero esta vez el neumático trasero del inglés sufrió un pinchazo en la penúltima vuelta, con Prost nuevamente consiguiendo la victoria.
En Hungría, Hill finalmente consiguió su primera victoria, una tarea que se hizo más fácil después de que Prost se detuviera en la vuelta de calentamiento y tuviera que largar desde la parte trasera de la parrilla. Prost se abrió camino hasta el cuarto lugar antes de que una falla en el alerón trasero pusiera fin a su intento de terminar en los puntos, pero el abandono de Senna significó que no hubo pérdida de terreno. Hill recuperó el tiempo perdido completando un triplete de victorias en Bélgica e Italia. Los resultados 1-3 de Hill y Prost, respectivamente, en Spa aseguraron a Williams su sexto Campeonato de Constructores.
Senna experimentó una mala racha de fortuna, pero todavía tenía posibilidades matemáticas de ganar el título cuando los equipos se enfrentaron en Portugal, pero el segundo puesto de Prost fue suficiente para asegurar su cuarto Campeonato Mundial de Pilotos, lo que llevó al francés a anunciar su retirada al final del año. En las dos últimas carreras en Japón y Australia respectivamente, Prost siguió a Senna, lo que significó que Hill cayera al tercer puesto detrás del brasileño en la clasificación final del campeonato.

## Críticas
La principal crítica al FW15C fue una forma de manejo inconsistente que surgió de ocasiones en que los sistemas informáticos interpretaron incorrectamente la información que recibían de sus sensores, o debido a la presencia de aire en el sistema hidráulico del sistema activo. Ligeros cambios en la distribución del peso de este último Williams produjo un monoplaza que respondía ligeramente más que su predecesor inmediato, aunque bastante más nervioso cuando se conducía al límite. En particular, este rasgo se manifestó en una ligera inestabilidad trasera al frenar, la mayoría notable en circuitos de alta velocidad como Hockenheim cuando el monoplaza estaba funcionando con una configuración de baja carga aerodinámica. Fue un rasgo que causó problemas particularmente al estilo de conducción más suave de Alain Prost, quien podía configurar mejor el coche cuando tenía características de manejo uniformes.
Alain Prost fue citado diciendo:
"Creo que un coche con suspensión activa y control de tracción necesita moverse mucho, mientras que a mí me gusta conducir un poco más silenciosamente, quizás usando el acelerador con más sensibilidad, lo que quizás no sea tan necesario en un coche activo".
En mojado, el coche también mostraba una tendencia a bloquear momentáneamente las ruedas traseras durante los cambios descendentes. Sin embargo, esto se alivió con la instalación de un sistema de aceleración eléctrica en Imola que garantizaba que las revoluciones pudieran coincidir perfectamente cuando se activaba el embrague.
Prost también dijo más tarde que, aunque estaba sorprendido por la calidad general y la tecnología del monoplaza, el FW15C no era su monoplaza favorito para conducir y trabajar, ya que era un monoplaza muy diferente para conducir y trabajar que cualquiera de los otros monoplazas había conducido antes.

## Livery
1993 fue el último año en que Williams contó con un patrocinio importante de Canon, que había patrocinado al equipo desde 1985 y a la marca de cigarrillos Camel desde 1991. Williams utilizó logotipos "Camel", excepto en los Grandes Premios de Gran Bretaña, Francia, Alemania y Europa, que fueron reemplazado con un emblema de Camel o el texto "Williams".
La empresa japonesa de videojuegos Sega se unió como patrocinador principal del equipo. Algunas de las calcomanías relacionadas con Sega incluyen el pie de Sonic en el pedal, cambios y trofeos de victoria en el alerón trasero.

## FW15D

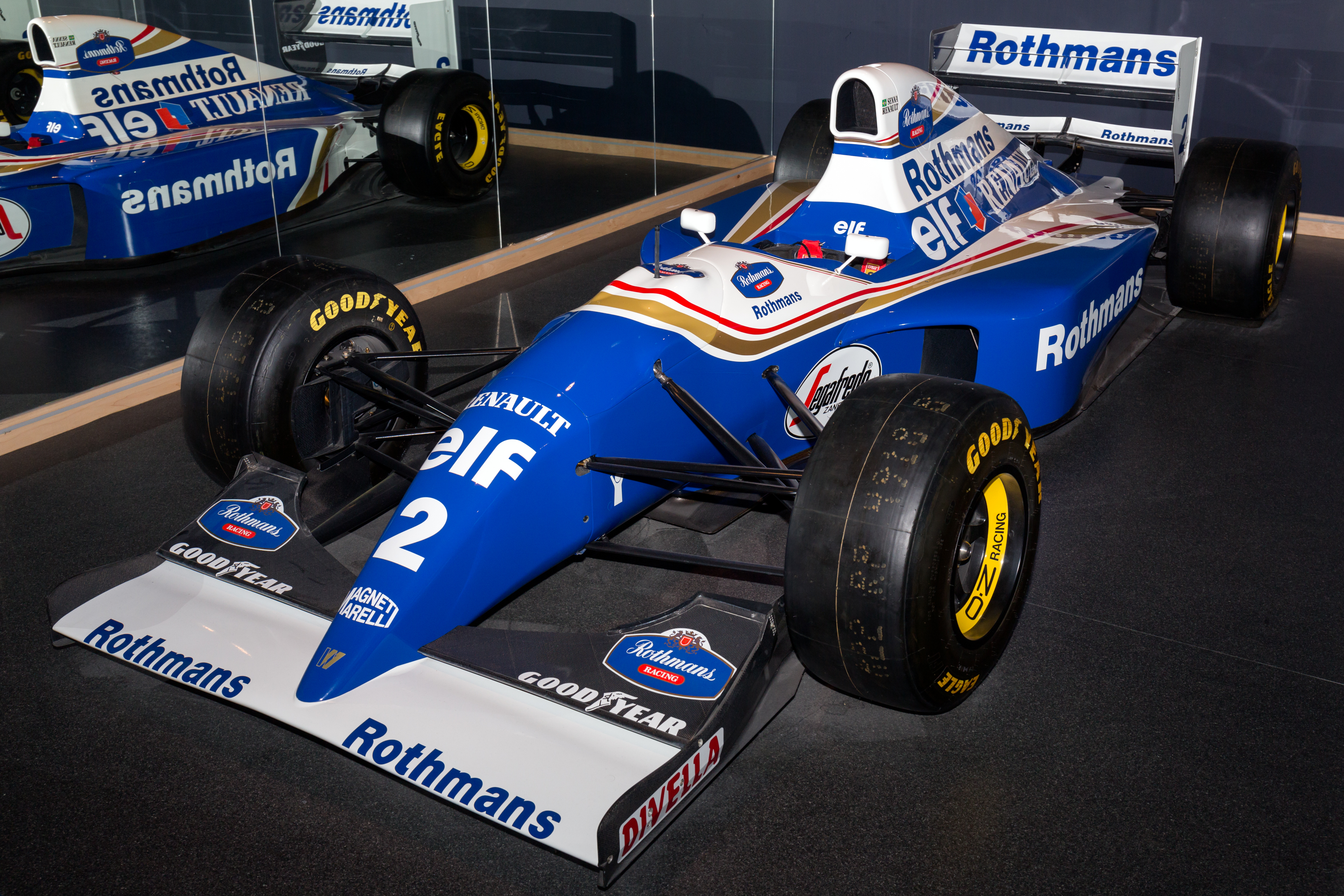
Williams FW15D en exhibición en el Williams Conference Center en Grove, Oxfordshire.

A principios de 1994, se modificaron dos chasis del FW15C para que funcionaran sin ayudas electrónicas a la conducción, que fueron prohibidas en 1994. El FW15D era un coche provisional con suspensión pasiva y sin control de tracción. Los coches fueron probados por Senna y Hill en enero de 1994, pero el coche estaba lejos de ser óptimo, ya que originalmente fue diseñado alrededor de un sistema de suspensión activa. El FW15D se utilizó durante el lanzamiento de Rothmans Williams Renault en Estoril, el 19 de enero de 1994 (en particular, con Damon Hill conduciendo con una cámara grabadora a bordo, y no con Ayrton Senna como muchos han supuesto incorrectamente). El coche se retiró una vez que el FW16 estuvo disponible, pero fue notablemente el coche más rápido de los dos en los tiempos de vuelta de las pruebas de principios de temporada.

## Resultados
(Clave) (negrita indica pole position) (cursiva indica vuelta rápida)

| Año     | Motor       | Neu. | N.º | Pilotos     | 1   | 2   | 3   | 4   | 5   | 6   | 7   | 8   | 9   | 10  | 11  | 12  | 13  | 14  | 15  | 16  | Puntos | Pos. |
| ------- | ----------- | ---- | --- | ----------- | --- | --- | --- | --- | --- | --- | --- | --- | --- | --- | --- | --- | --- | --- | --- | --- | ------ | ---- |
| 1993    | Renault V10 | G    |     |             | RSA | BRA | EUR | SMR | ESP | MON | CAN | FRA | GBR | GER | HUN | BEL | ITA | POR | JPN | AUS | 168    | 1.º  |
| 1993    | Renault V10 | G    | 0   | Damon Hill  | Ret | 2   | 2   | Ret | Ret | 2   | 3   | 2   | Ret | 15  | 1   | 1   | 1   | 3   | 4   | 3   | 168    | 1.º  |
| 1993    | Renault V10 | G    | 2   | Alain Prost | 1   | Ret | 3   | 1   | 1   | 4   | 1   | 1   | 1   | 1   | 12  | 3   | 12  | 2   | 2   | 2   | 168    | 1.º  |
| Fuente: |             |      |     |             |     |     |     |     |     |     |     |     |     |     |     |     |     |     |     |     |        |      |